# Beverly Park
 (juin 2013).
Si vous disposez d'ouvrages ou d'articles de référence ou si vous connaissez des sites web de qualité traitant du thème abordé ici, merci de compléter l'article en donnant les références utiles à sa vérifiabilité et en les liant à la section « Notes et références ».
Beverly Park est une enclave résidentielle (gated community) située dans la ville de Los Angeles, à proximité de Beverly Hills. Il s'agit de l’enclave résidentielle la plus luxueuse et chère de Los Angeles. Elle a la particularité d'abriter des villas très luxueuses, souvent de plus de 2000 m², avec piscine et terrains de tennis individuels.
Ce lotissement a été créé en 1990, et devait initialement former un golf. Depuis, plusieurs vedettes du cinéma y vivent, telles que Samuel L. Jackson, Eddie Murphy ou Denzel Washington, tout récemment le mannequin Elsa Hosk, ainsi que des hommes d'affaires comme feu le patron du groupe Viacom Paramount Global, Sumner Redstone ou encore la chanteuse Adele. L'accès à cette communauté est strictement privé. Beverly Park est un quartier très cher, chaque villa y vaut entre 20 et 70 millions de dollars.
Les villas, qui ont toutes moins de 25 ans, alternent des styles néo-Renaissance, néo-classique, provençale, rarement modernes, dans une même rue.